# Erytryna grzebieniasta
Erytryna grzebieniasta, koralodrzew koguci grzebień (Erythrina crista-galli) – gatunek rośliny z rodziny bobowatych, pochodzący z Ameryki Południowej, uprawiany w całej strefie tropikalnej i subtropikalnej. W niektórych częściach Australii zwalczany jako chwast. Wytrzymuje spadki temperatury do – 5 °C.

## Morfologia

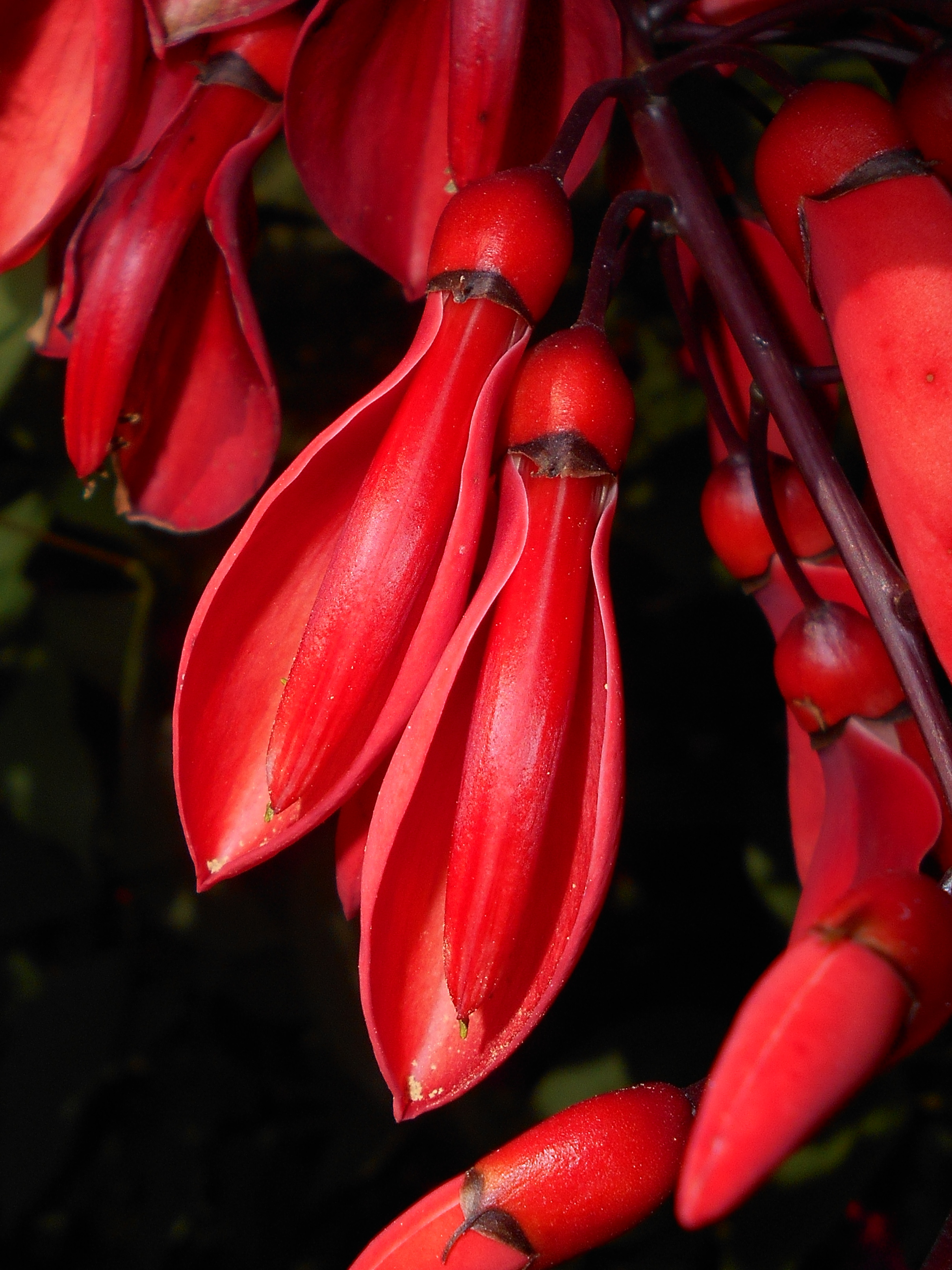
Kwiaty erytryny grzebieniastej

PokrójRozłożysty krzew, rzadziej drzewo osiągające do 9 m wysokości. Gałęzie pokryte kolcami.
LiścieNaprzemianległe, trójkrotne, listki podługowato-eliptyczne, o długości do 15 cm. Zrzucane w czasie suszy. Ciernie na ogonkach liściowych i nerwie głównym.
KwiatyJaskrawoczerwone, w gronach na końcu gałązki. Dwa górne płatki korony są przekształcone w rurkę zamkniętą wokół pręcików i słupka, dolny płatek duży, o łódkowatym kształcie, o długości do 6 cm. Kwiaty produkują duże ilości nektaru, często skapującego, stąd zwyczajowa nazwa angielska "cry-baby".
OwoceStrąki o długości do 30 cm i grubości 2 cm.

## Zastosowanie
W krajach o ciepłym klimacie roślina jest sadzona jako roślina ozdobna. Strefy mrozoodporności 8-10.

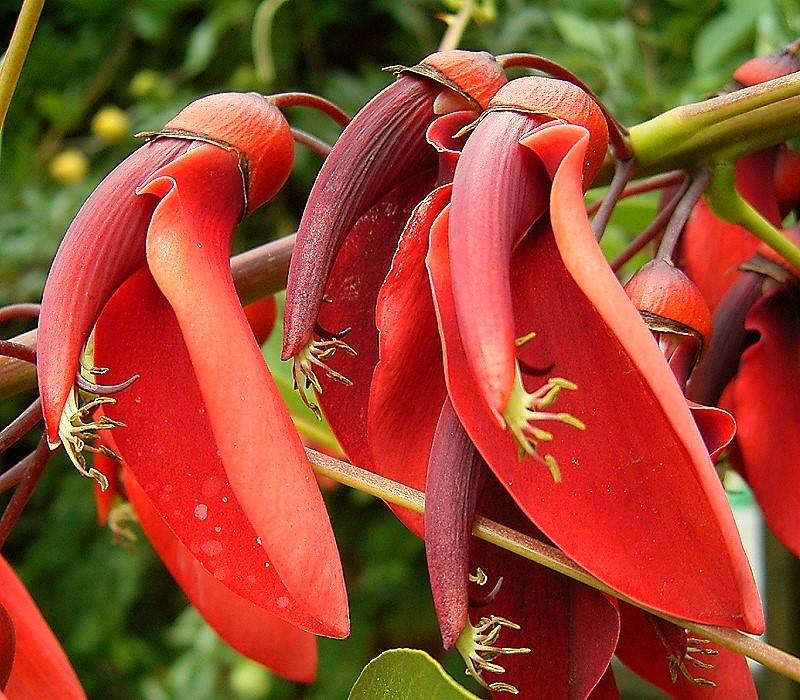
Zbliżenie kwiatu

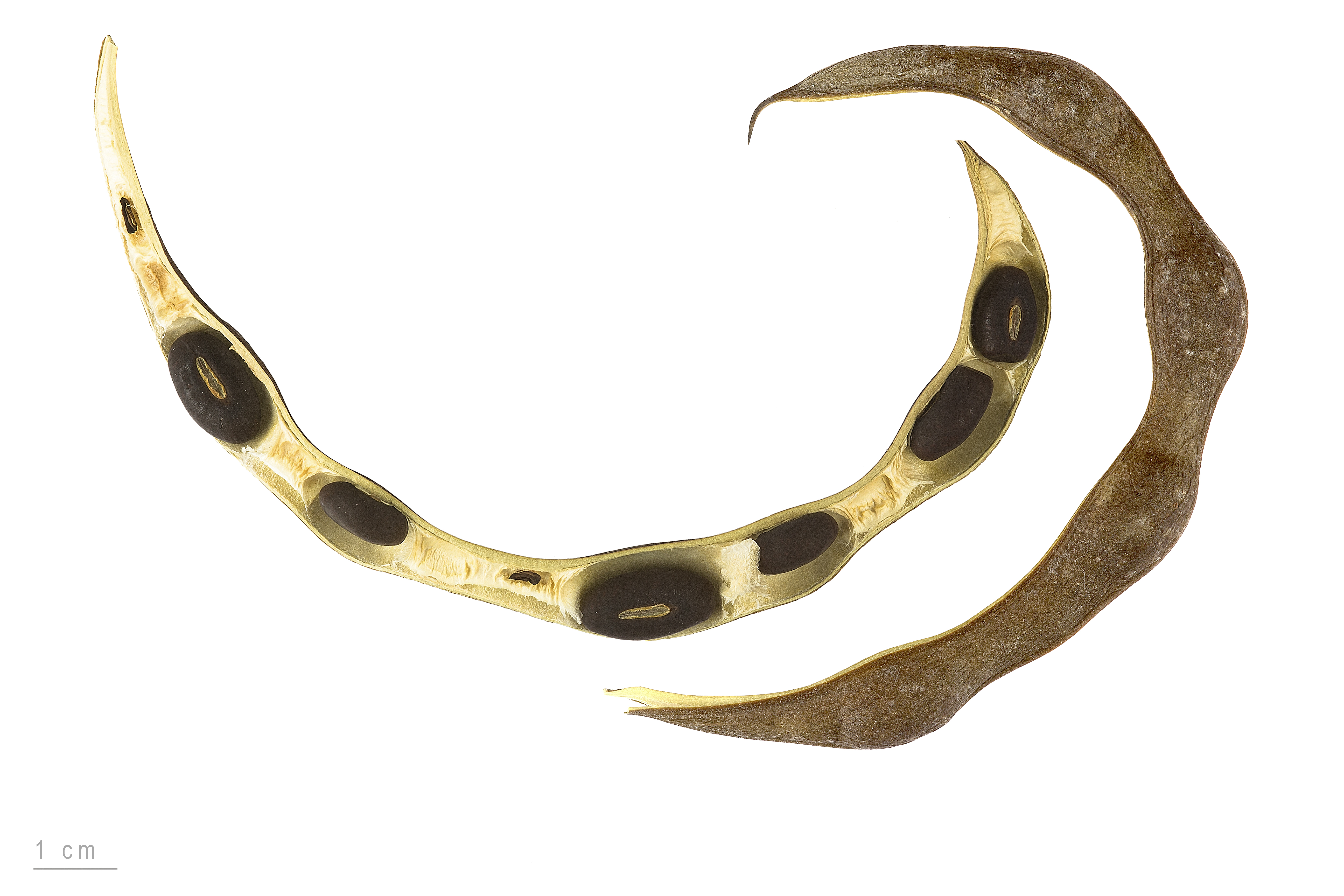
Owoce